# Viadukt Oschütztal
Der Viadukt Oschütztal ist eine Eisenbahnbrücke der Bahnstrecke Werdau–Mehltheuer, die als erste Pendelpfeilerbrücke Deutschlands gilt. Seit 1977 steht das Viadukt unter Denkmalschutz. Wegen Baufälligkeit wurde es 1982 durch einen parallelen Schüttdamm ersetzt und gesperrt, aber letztmalig 1983 per Ausnahmeregelung befahren.
Der Viadukt ist 185 Meter lang, 28 Meter hoch und überbrückt das Oschütztal und die heutige Bundesstraße 92/175 im Stadtgebiet der Stadt Weida in Thüringen. Erbaut wurde er 1884 nach Plänen der Ingenieure Claus Koepcke und Hans Manfred Krüger.
Der Stahl des etwa 380 t schweren Bauwerks kam von der Königin Marienhütte in Cainsdorf.

## Geschichte

Oschütztal-Viadukt um 1900

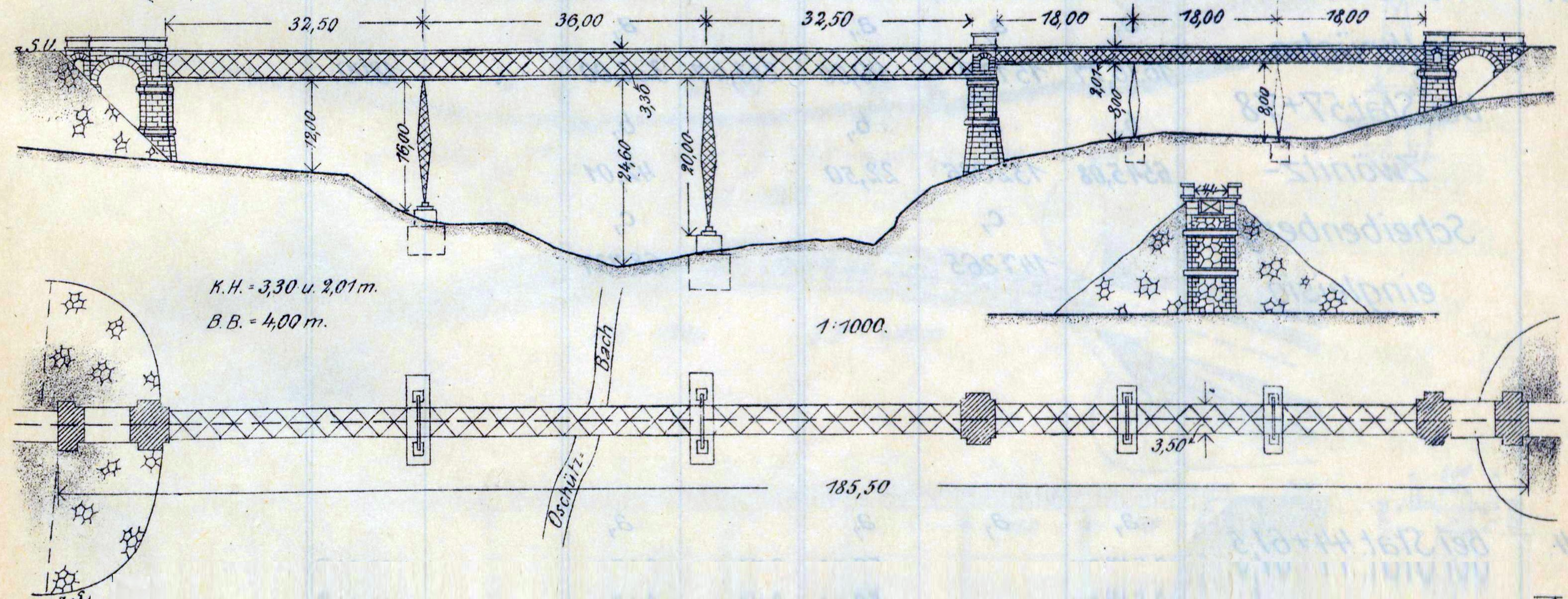
Zeichnung der Brücke (circa 1911)

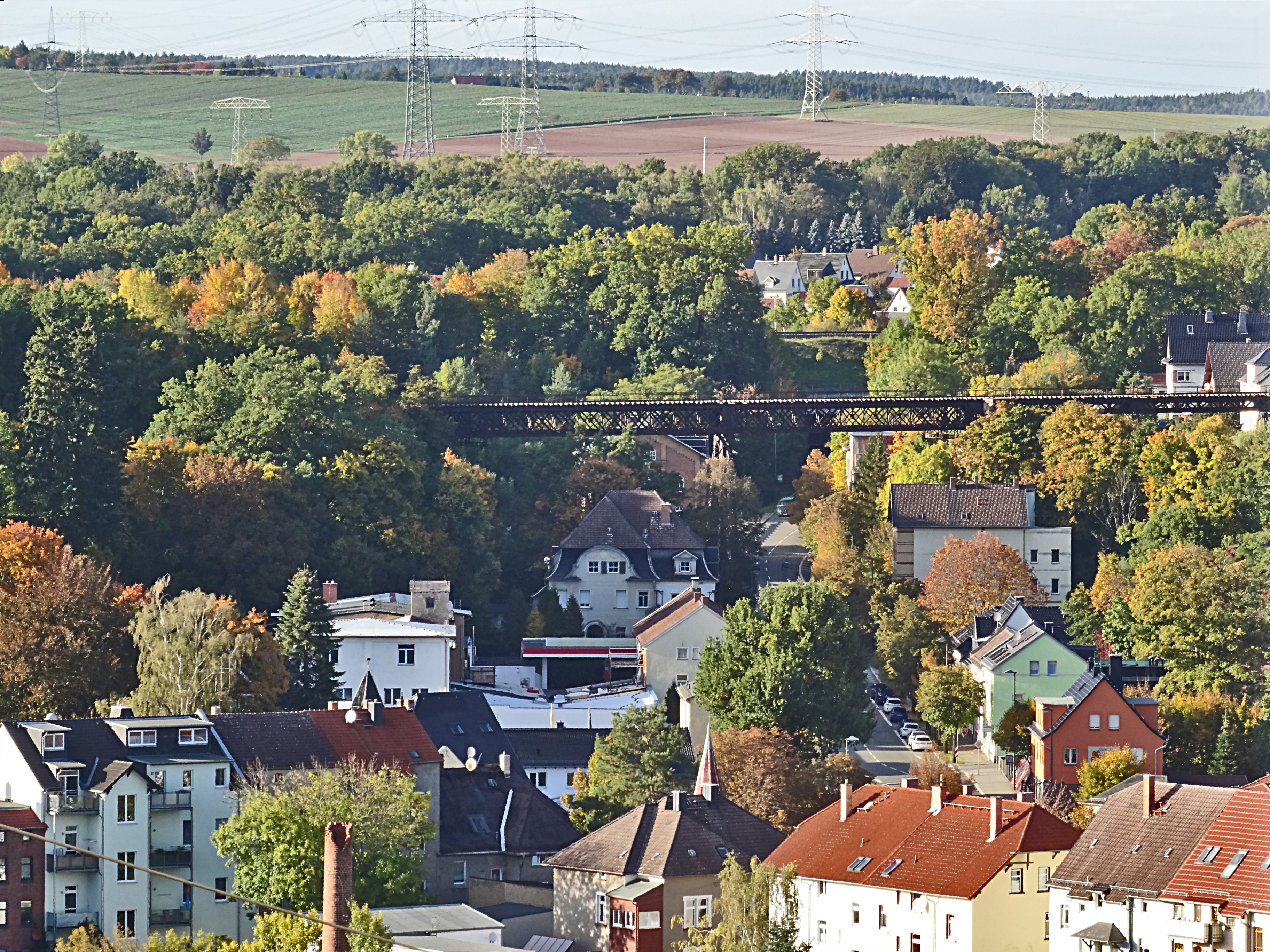
Viadukt und Schüttdamm dahinter

Die eingleisige Eisenbahnstrecke Mehltheuer–Weida wurde 1883 in Betrieb genommen, endete aber am damaligen Kopfbahnhof Weida-Altstadt. Der preußische Bahnhof Weida an der Bahnstrecke Leipzig–Probstzella lag allerdings am anderen Stadtende. Wer weiter in Richtung Gera, Werdau, Leipzig oder Saalfeld reisen wollte, musste einen beschwerlichen Fußmarsch durch ganz Weida zurücklegen. Da sich die Königlich Sächsischen Staatseisenbahnen und die Preußischen Staatseisenbahnen nicht auf eine gemeinsame Trassierung einigen konnten und der Schüttdamm an der Einmündung in den preußischen Bahnhof Weida öfters ins Rutschen kam, entschied man sich für die Überbrückung des Oschütztals.
Am 1. Oktober 1884 wurde das Bauwerk fertiggestellt und übergeben. Bereits 1915 musste wegen des immer höheren Verkehrsaufkommens der Viadukt verstärkt werden. Dies geschah durch den Einbau eines Mittelträgers und zusätzlicher Aussteifungen der Pendelstützen.
Im Jahr 1977 wurde der Viadukt unter Denkmalschutz gestellt. Nach fast 100-jährigem Betrieb des Bauwerks war die Grenznutzungsdauer erreicht, und es musste eine Langsamfahrstelle eingerichtet werden. Die Strecke erhielt eine neue Trassierung auf einem Schüttdamm parallel zur Strecke Gera–Saalfeld. Am 22. September 1982 fuhr der letzte reguläre Zug über den Oschütztal-Viadukt. Da es auf der Ersatzstrecke zu einem Dammrutsch kam, wurde die Brücke 1983 nochmals genutzt. Am 2. Oktober 1983 fuhr geführt von einer Dampflok der letzte Zug über den Viadukt. Per 3. Oktober 1983 wurde das Bauwerk dann endgültig gesperrt und ist seitdem ohne Nutzung.
Im Jahr 1984 wurde eine Untersuchung zur Zukunft des Viadukts durchgeführt. Durch mehrere Eingaben Weidaer Bürger wurde der Abriss des Denkmals verhindert. Der Zustand des Viadukts ist sehr schlecht und gibt immer wieder Anlass zur Diskussion über die Zukunft des Technischen Denkmals. Im Raum stehen 2,5 Millionen Euro Sanierungskosten oder 500.000 Euro Abrisskosten. Als einmaliges Technisches Denkmal in Deutschland ist der Erhalt des Bauwerks erstrebenswert.
Am 18. Juni 2011 wurde der Verein Interessengemeinschaft Oschütztal-Viadukt e.V. gegründet, der mit kreativen Aktionen, Spendensammlungen, Vorträgen und Führungen auf den Viadukt und seinen Zustand aufmerksam machte. 2015 konnte er mit der DB Immobilien einen Mietvertrag für die Flächen unterhalb des Viadukts schließen und sorgte für den Freischnitt sowie kleinere Instandhaltungsarbeiten. Da die stillgelegten Teile der Bahnstrecke im Januar 2017 von der Deutschen Bahn verkauft worden sind, wurde dem Verein der Mietvertrag gekündigt.
Am 7. März 2023 wurde die Bundesstraße 92/175 unter dem Viadukt für zehn Tage gesperrt, weil die Gefahr des Herabfallens von Teilen besteht. Bundesstraße und Fußgängerwege wurden daraufhin mit einer provisorischen Einhausung versehen. Zu Fortbestand und einer möglichen Sanierung des baufälligen Viadukts wurden Gutachten in Auftrag gegeben. Laut Aussagen der DB AG, der Eigentümerin des Bauwerks, ist eine Sanierung nicht möglich.
Im Januar 2024 teilte das Eisenbahn-Bundesamt (EBA) mit, das Viadukt darf vorerst nicht abgerissen werden, ein entsprechender Antrag des DB-Konzerns sei endgültig abgelehnt worden. Allerdings könne ein neuer Antrag durch die Deutsche Bahn gestellt werden.
Am 22. April 2025 teilte die Deutsche Bahn als Eigentümer mit, dass das Bauwerk aufgrund eines neuen Gutachtens nicht einsturzgefährdet sei. Das beauftragte Ingenieurbüro kam zu dem Schluss, dass das Bauwerk „grundsätzlich sanierungsfähig“ sei und „ohne Verkehrslasten noch viele Jahre standsicher“ ist. Das Thüringische Landesamt für Denkmalpflege und Archäologie, das Landratsamt des Kreises Greiz und die Stadt Weida suchen seitdem nach einer Lösung für eine Nachnutzung des Bauwerkes. Im Gespräch ist eine Nutzung als Weg für Fußgänger und Radfahrer. Die Kosten für eine entsprechende Sanierung werden auf etwa sieben Millionen Euro geschätzt.

## Beschreibung

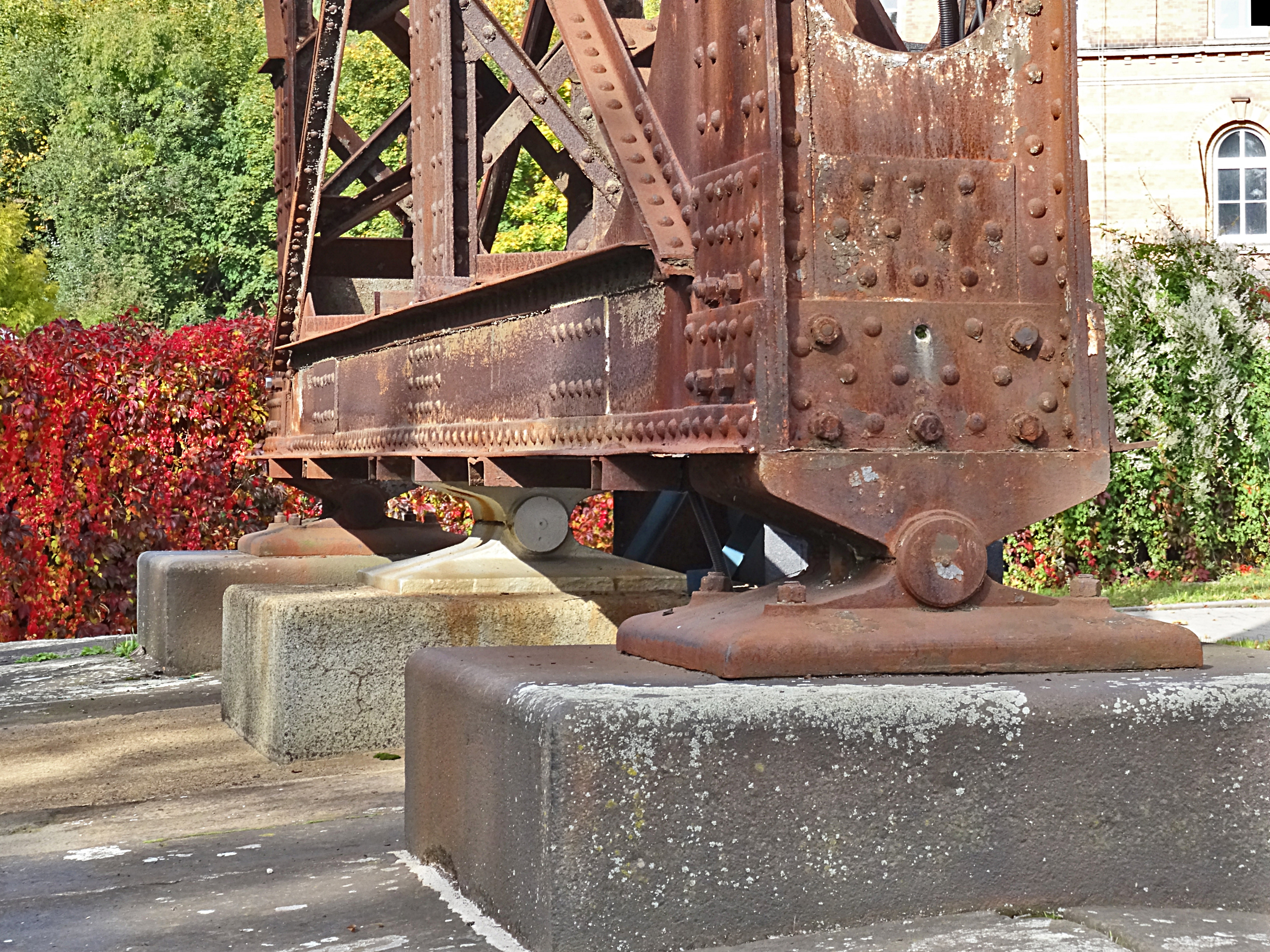
Detail Pendelpfeiler

Als günstigste Möglichkeit der Überbrückung des Oschütztals wählte man einen parallelgurtigen Fachwerkträger, dessen Unterstützung nach dem System der pendelnden Pfeiler (Pendelstützen) ausgeführt wurde. Der Viadukt besteht aus zwei Teilen, dem 101 Meter langen Hauptteil und dem 54 Meter langen kleineren Teil. An den beiden Enden des Viadukts schließen sich zwei steinerne Bögen an, wodurch sich die Gesamtlänge von 185 Metern ergibt. Die Pendelstützen sind gelenkig angeordnet, sodass sie der durch Temperaturschwankungen hervorgerufenen Längenänderung der Träger folgen können. Das Gewicht der Eisenbauten beträgt etwa 380 Tonnen.